# Алексєєв Богдан Вікторович
Богдан Вікторович Алексєєв (нар. 14 березня 1987, м. Луцьк) — український спортсмен, розвиває та популяризує спорт з літаючими дисками.  
Чемпіон України з диск-гольфу (2019, 2022, 2023, 2024), MVP по статистиці Чемпіонатів України з алтимату на всіх поверхнях (газон, пісок, паркет), автор YouTube каналу про фризбі, організатор турнірів.
Богдан Алексєєв — один із засновників Української федерації літаючих дисків. Голова Луцької федерації літаючих дисків, капітан команди «Buffalo» (Луцьк). Головний організатор понад 20 турнірів з алтимату (Кубок Любарта 2008—2021, Зальний Чемпіонат України 2010—2013, Капелло 2012, Сомбреро 2013, Каска 2013) та більше 10 турнірів з диск-гольфу.

## Досягнення

### Україна
- Рекорд Національного реєстру України — кидок літаючого диска на максимальну відстань 106 м 13 см
- Чемпіон України з диск-гольфу 2019
- Чемпіон України з диск-гольфу 2022
- Чемпіон України з диск-гольфу 2023
- Чемпіон України з диск-гольфу 2024